# 何國定
何國定（Gordon "Gordie" Hogg，1946年8月24日—），加拿大政治人物，2017年至2019年間以加拿大自由黨黨員身份擔任加拿大國會下議院南素里—白石選區議員，1997年至2017年間以卑詩自由黨黨員身份擔任卑詩省議會素里—白石選區議員，期間曾在卑詩省內閣中擔任數項廳長職務，1984年至1993年間則任職白石市長。

## 背景
何國定於卑詩省維多利亞出生，在大溫哥華地區白石市成長，父親艾倫·霍格（Allan Hogg）於當地行醫。何國定於卑詩大學修讀期間曾效力該校籃球隊，1967年贏取全國青年男子籃球錦標賽冠軍。他從該校取得社會學及心理學文學士學位，後再從安條克學院取得心理學碩士學位。
他中學畢業後曾任少年棒球教練，一次到白石市議會為所屬球隊尋求資助往愛民頓參賽時感到挫折，在母親勉勵下生起從政念頭。他曾在加拿大救世軍任職緩刑官，以及於卑詩省懲教系統中出任區域總監。他在本拿比青年羈留中心出任總監時，於1996年創立夜間青年籃球項目，以圖減低高危少年再犯機會。

## 政治生涯

### 市政
何國定從1975年到1983年間任職白石市議員，1984年到1993年間則任該市市長，任內見證白石海濱長堤落成，和前白石火車站改建成白石博物館及檔案庫。

### 省議員
卑詩省議會素里—白石選區議員威爾夫·赫德辭職以競逐1997年聯邦大選後，何國定獲卑詩自由黨招攬，代表該黨競逐素里—白石選區議席補選並告捷，往後20年一直出任該區省議員。他在該屆省議會中出任在野自由黨的教育及人力資源評議員，期間與彭祖輝和黨魁金寶爾在省府維多利亞共用一間公寓。
自由黨贏取2001年省選後上台執政，何國定獲省長金寶爾任命為兒童及家庭發展廳長。2004年1月，兒童及家庭發展廳賬目需進行調查，何國定因此被逼辭去廳長職務；其後由普華永道完成的核數報告指出沒有證據顯示該部門資金被詐騙或挪用。他於2006年8月重返內閣，出任省政府健康生活推廣項目省務廳長，2008年6月則調任礦務省務廳長，直至2009年6月被侯偉思取代為止；何國定其後則任社區創業議會秘書。
2011年7月，何國定獲自由黨省議員推選為執政黨黨團主席。他於同年9月獲省長簡蕙芝任為非牟利夥伴關係議會秘書，2015年9月則改任青年體育議會秘書。他於2016年10月宣布不會在翌年省選競逐連任，2017年5月省議員任期屆滿時卸任。

### 國會議員
何國定於1993年聯邦大選代表加拿大自由黨競逐國會下議院南素里—白石—南蘭里選區議席，但敗予改革黨候選人瓦爾·梅雷迪思（Val Meredith）。
聯邦保守黨籍南素里—白石選區下議員戴安·沃茨（Dianne Watts）於2017年辭職而觸發議席補選，何國定獲取自由黨候選人資格，並於同年12月補選中擊敗保守黨候選人馮傑妮，成為該帶自1940年代以來首位自由黨籍下議員。他在該屆國會出任下議院人力資源、技能及社會發展、和身心障礙人士地位常務委員會成員，和下議院加拿大祖裔文化常務委員會成員，並於2018年3月21日獲選為聯邦自由黨太平洋黨團主席。
2019年聯邦大選何國定和馮傑妮再度交鋒，這次則由馮傑妮勝出；他於2021年聯邦大選再次敗予馮傑妮。

## 近期生活
何國定任職省議員期間花五年時間完成公共政策博士生研究項目，2016年從西門菲沙大學獲取博士學位，後於該校出任犯罪學客席教授。
他於2022年市選代表素里第一黨（Surrey First）競逐素里市長職務，落後於當選的駱品達和競逐連任的麥卡勒姆（Doug McCallum）排名第三而告敗選。

## 外部連結
- （英文）何國定 – 加拿大国会传记
- （英文）卑詩省議會網站 何國定議員簡介 （页面存档备份，存于）